# Parque nacional Sacromonte
El Parque nacional Sacromonte es un parque nacional de México situado en el Estado de México. Tiene una superficio de 45 ha y fue creado en 1939. Está administrado por la Comisión Nacional de Áreas Naturales Protegidas.

## Biodiversidad
De acuerdo al Sistema Nacional de Información sobre Biodiversidad de la Comisión Nacional para el Conocimiento y Uso de la Biodiversidad (CONABIO) en el Parque Nacional Sacromonte habitan más de 250 especies de plantas y animales de las cuales 8 se encuentra dentro de alguna categoría de riesgo de la Norma Oficial Mexicana NOM-059  y 24 son exóticas,